# Sean Eldridge
Sean Eldridge (sinh ngày 31 tháng 7 năm 1986) là một nhà hoạt động chính trị người Mỹ gốc Canada, cựu ứng cử viên quốc hội, đồng thời là người sáng lập và chủ tịch của Stand Up America, một cộng đồng vận động tiến bộ  Eldridge trước đây từng là giám đốc chính trị của Freedom to Marry, chiến dịch giành được sự công nhận của hôn nhân đồng giới trên toàn quốc.

## Tuổi thơ và giáo dục
Eldridge sinh ra ở Montreal, Quebec và trở thành công dân Hoa Kỳ năm 2006. Eldridge lớn lên ở vùng ngoại ô của thành phố Toledo, Ohio và theo học trường công lập ở Ottawa Hills, một ngôi làng ở Quận Lucas là một cộng đồng phòng ngủ và vùng ngoại ô của Toledo. Bố mẹ ông đều là bác sĩ y khoa; Cha của ông, Steve Eldridge, là một bác sĩ X quang, và mẹ ông, Sarah Taub, là một bác sĩ gia đình.
Mẹ ông được sinh ra ở Petah Tikva, Israel, có cha mẹ là người tị nạn Do Thái, và cha ông chuyển sang đạo Do Thái. Eldridge giữ quốc tịch Israel.
Ông học tại Deep Springs College ở Deep Springs, California, sau đó tốt nghiệp ngành triết học tại Đại học Brown ở Providence, Rhode Island, nơi ông đã giúp tổ chức chiến dịch Sinh viên quốc gia cho Barack Obama vào năm 2007. Eldridge đăng ký vào Trường Luật Columbia ở Thành phố New York nhưng đã rút khỏi để tham gia Freedom to Marry sau khi Thượng viện New York bỏ phiếu hợp pháp hóa hôn nhân đồng giới ở New York vào tháng 12 năm 2009.

## Đời tư
Eldridge tham dự bữa tối đầu tiên của Tổng thống Hoa Kỳ Barack Obama với người đồng sáng lập Facebook Chris Hughes vào năm 2009. Cặp đôi này đã xuất hiện trên trang bìa của tạp chí "Forty Under 40" của tạp chí The Advocate vào tháng 5 năm 2011 và họ đã được đăng tải trên tờ New York Times vào tháng 5 năm 2012.
Eldridge và Hughes tuyên bố đính hôn vào tháng 1 năm 2011 tại một buổi tiếp tân ủng hộ Freedom to Marry. Họ kết hôn vào ngày 30 tháng 6 năm 2012 và cư trú tại Shokan, New York. Eldridge và Hughes đã tài trợ cho các nhóm vận động và các ứng cử viên Dân chủ trên khắp Hoa Kỳ.